# Achterdieksee
Der Achterdieksee ist ein Baggersee im Bremer Ortsteil Oberneuland, der als Badesee genutzt wird. Darüber hinaus wird er auch von Sportfischern genutzt. Der See, der direkt an die A 27 angrenzt, wurde 1969 im Zuge des Baus der Autobahn ausgehoben und anschließend als einer von vier Sandentnahmestellen für den Autobahnbau zu einem Badesee umgestaltet.
Der See wird aus Grundwasser gespeist, das durch den Einfluss des Salzstocks Lilienthal leicht salzig ist. Er verfügt über einen Abfluss in Form eines Fleets zum Autobahnrandgraben. Die Gewässergüte ist eutroph.
Am Westufer des Sees befindet sich ein Strand mit grobkörnigem Sand. Der Badebereich wird von einer DLRG-Station überwacht, die 1974 gebaut wurde. Über den See verläuft eine Holzbrücke, die seit 2004 den Nichtschwimmer- vom Schwimmerbereich trennt. Außerhalb des Badebereichs ist das Ufer naturnah und wird von Gehölzen und teilweise einem Röhrichtgürtel gesäumt.

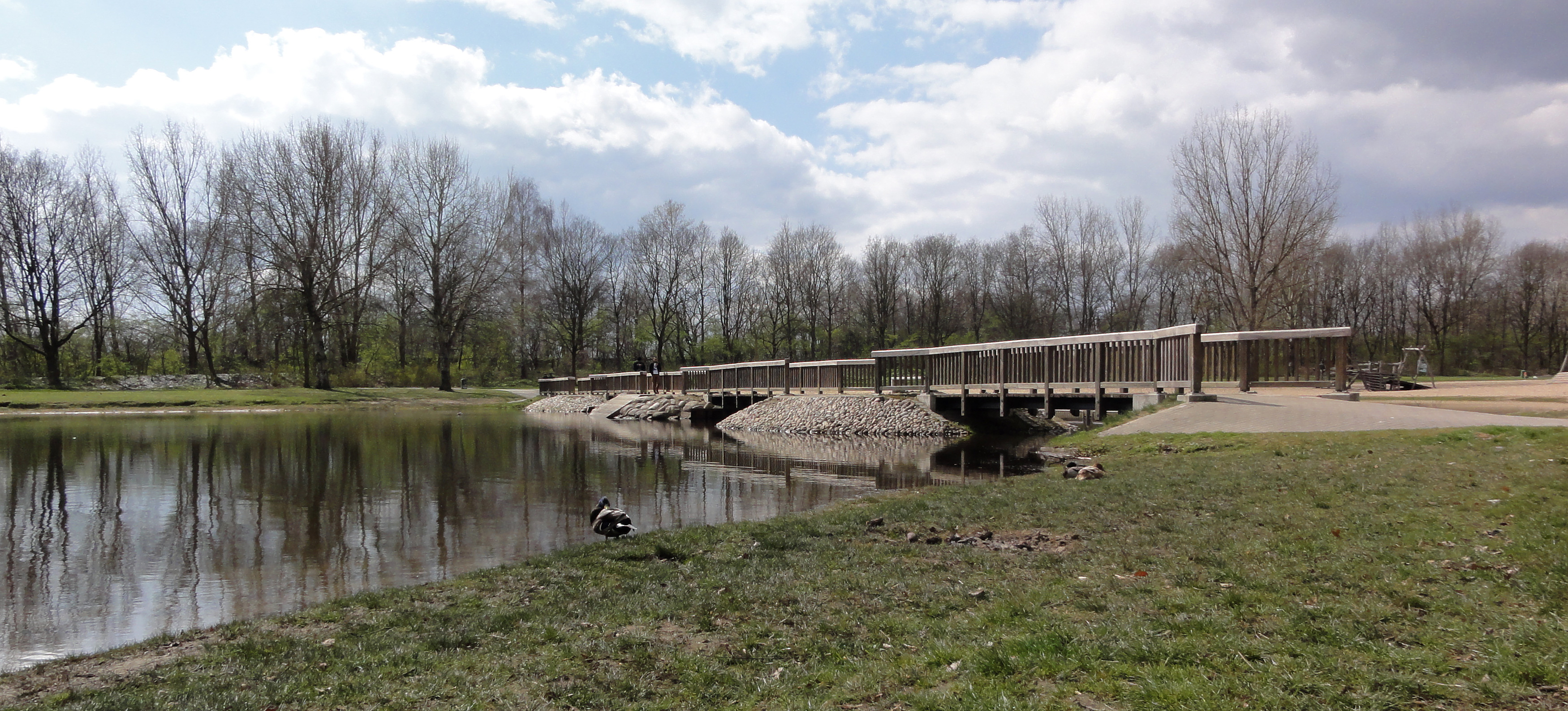
Holzbrücke
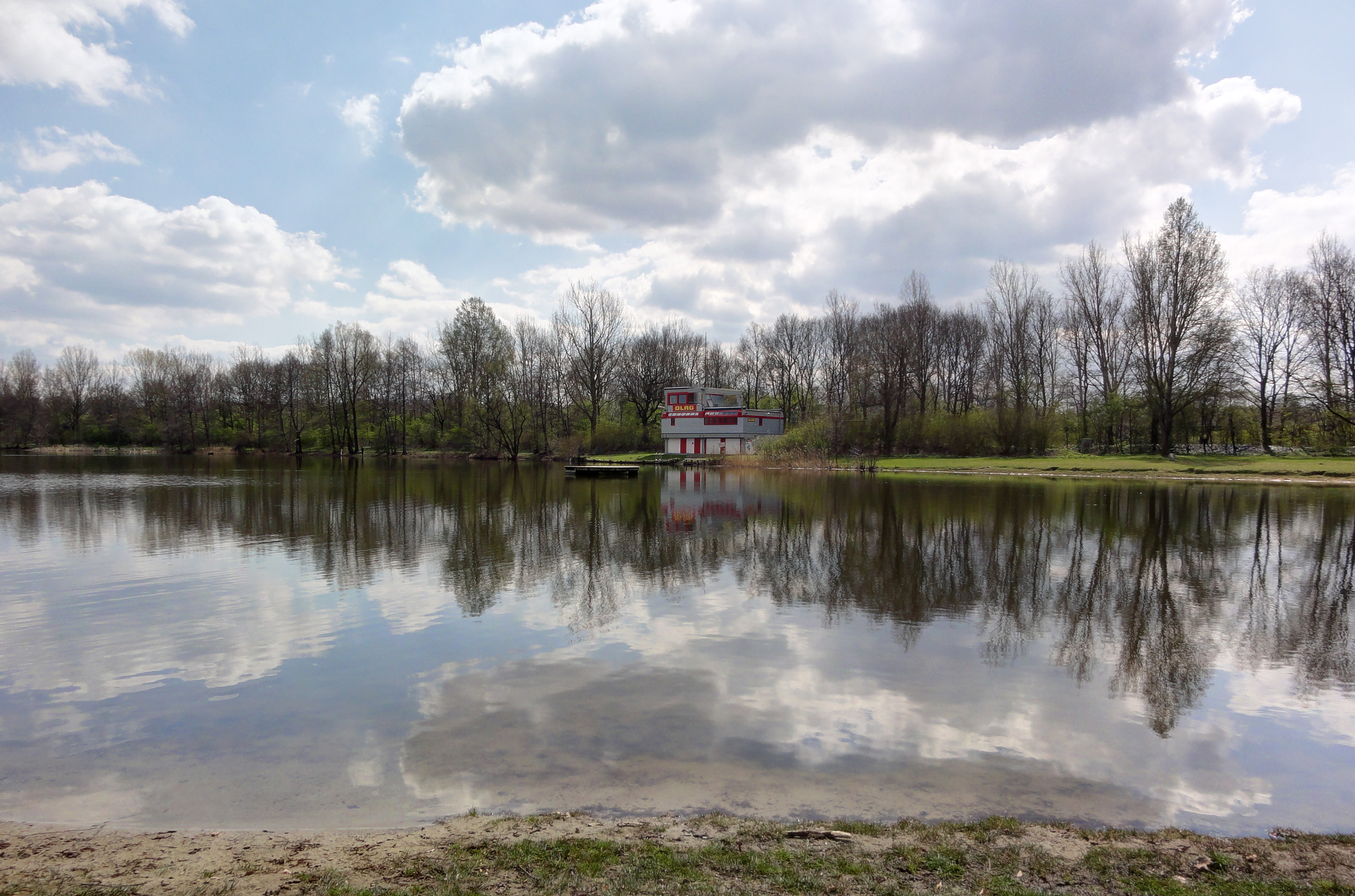
DLRG-Station
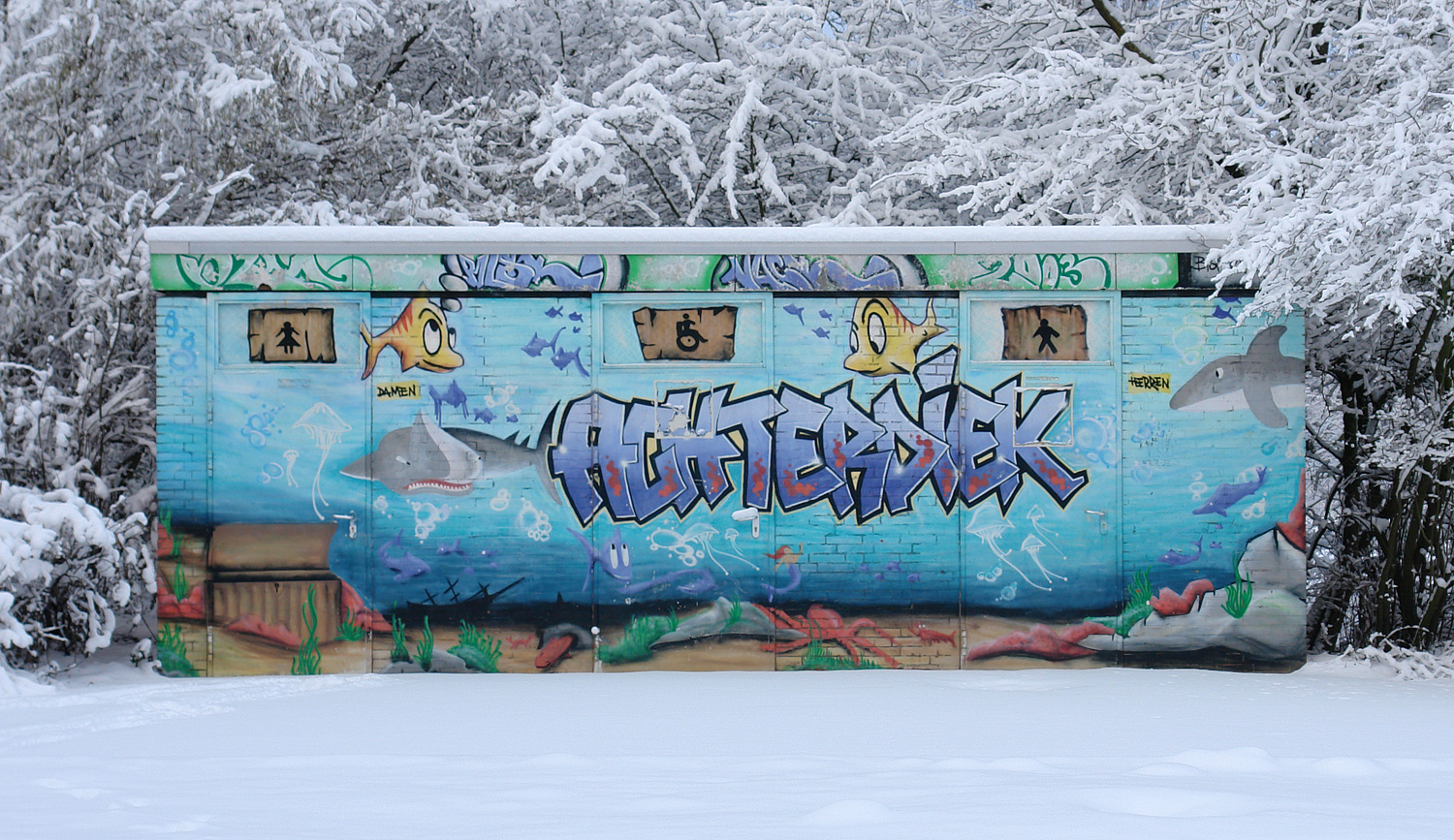
WC
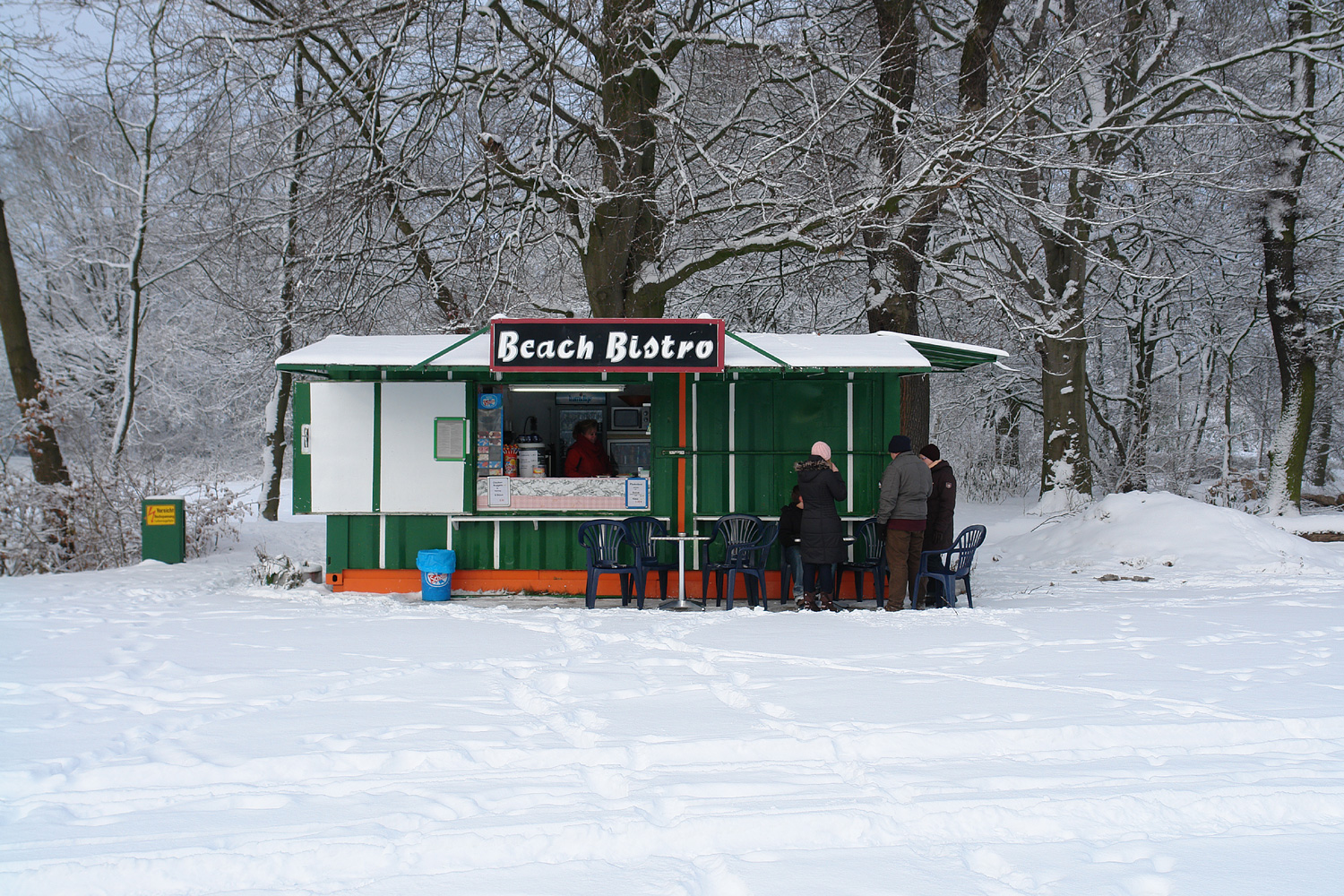
„Beach Bistro“, 2010
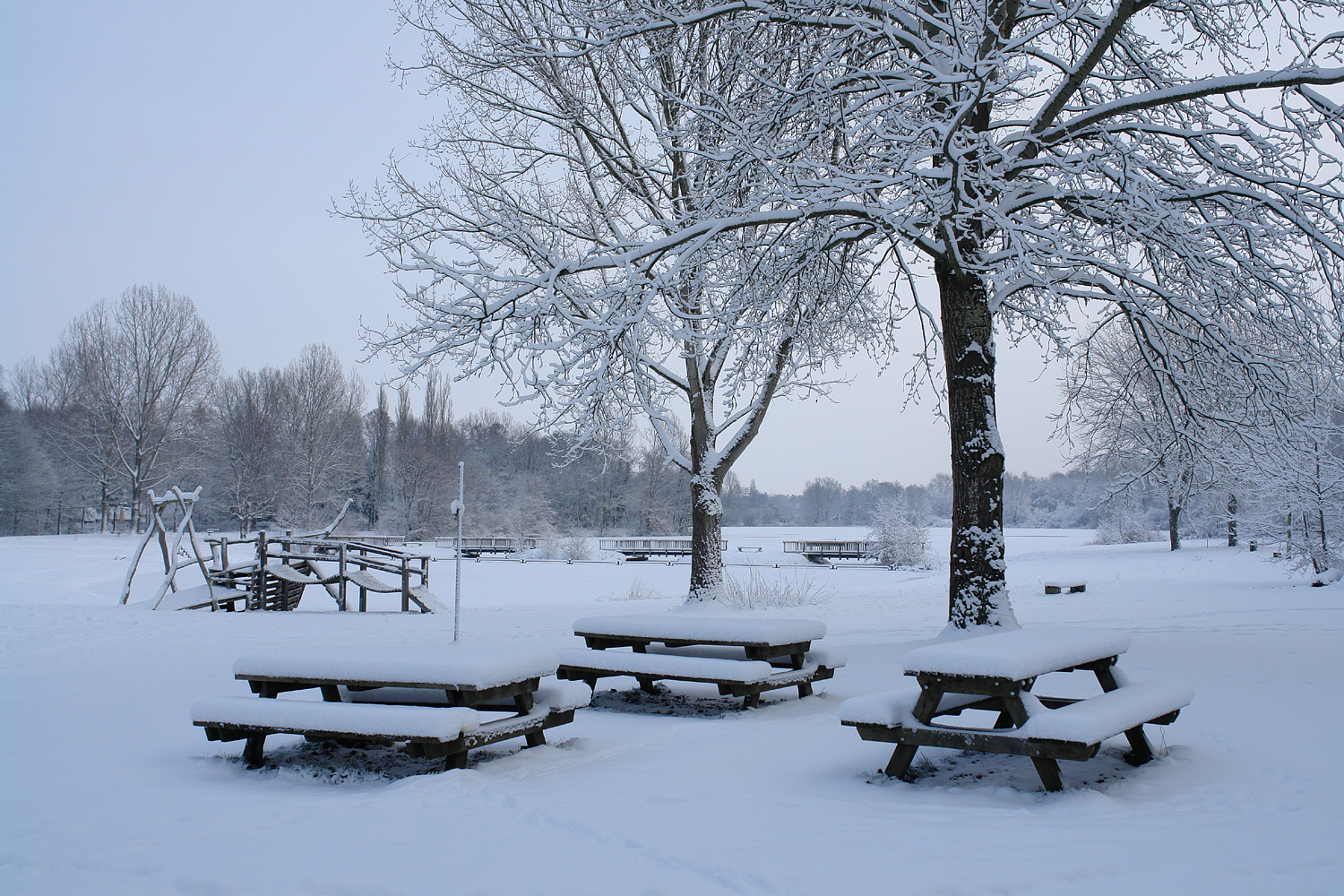
Sitzgruppe an der Westseite (Spielplatz)
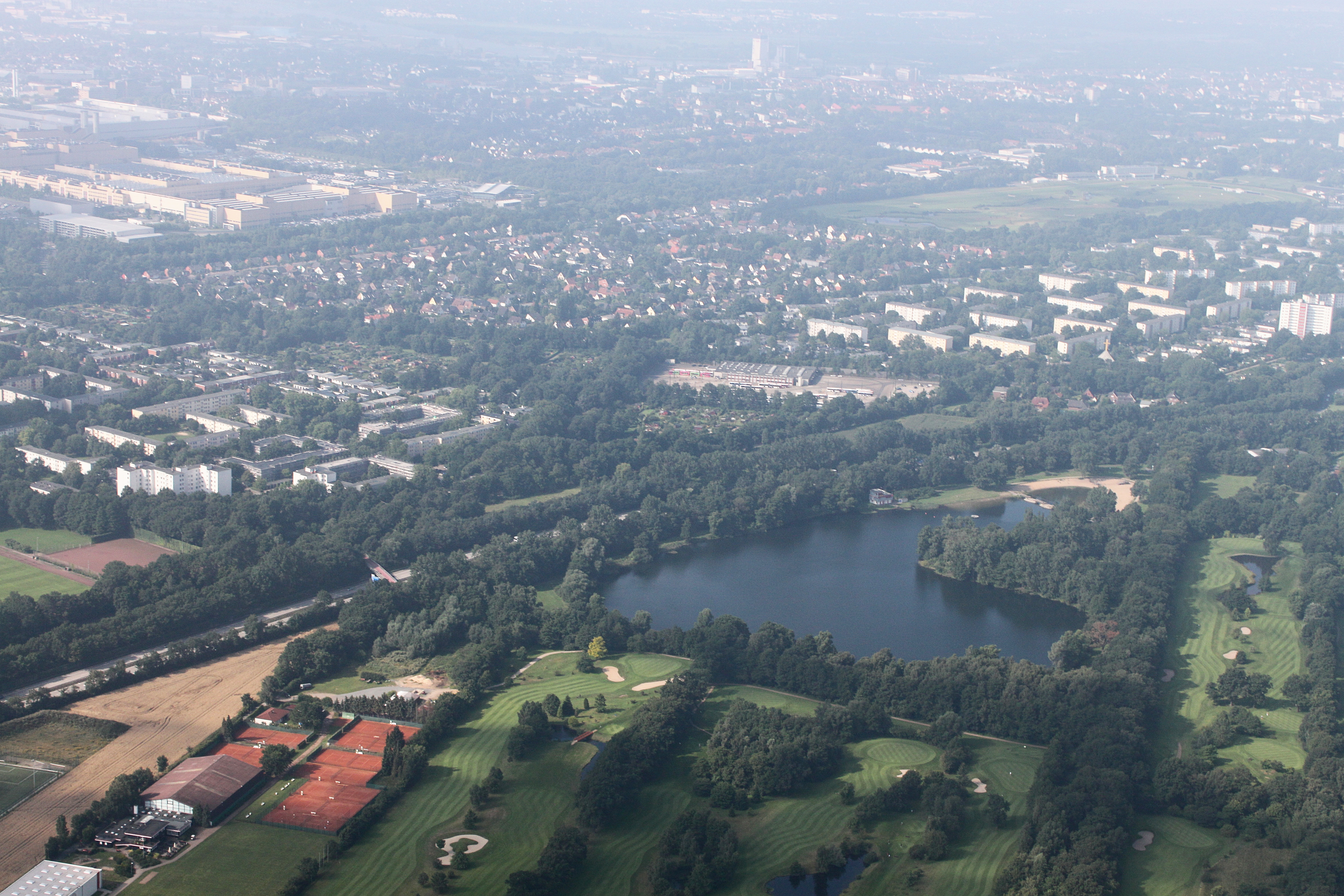
Luftbild von 2012